# 第17軍団 (北軍)
南北戦争中の北軍第17軍団（XVII Corps）は1862年12月18日に、ユリシーズ・グラントのテネシー軍傘下に創設された軍団である。軍団長は、ジェイムズ・マクファーソン少将、後にはフランシス・プレストン・ブレア・ジュニア少将が務め、西部戦線で活動した。

## 歴史

### 創設
1862年10月、西部戦線で最初の軍団として、第13軍団と第14軍団が設立された。この時点で、第13軍団のみがユリシーズ・グラントのテネシー軍の構成部隊であった。最初、グラントは第13軍団を左翼、右翼および中央翼に分割し、中央翼の指揮官はマクファーソンが務めた。1862年12月18日、テネシー軍は正式に4個軍団に分割され、中央翼は第17軍団となった。第17軍団は3個師団で構成されており、師団長はジョン・A・ローガン、ジョン・マッカーサー（John McArthur）、アイザック・クインビー（Isaac Ferdinand Quinby）であった。なお、他の3個軍団は、第13軍団、第15軍団、第16軍団であった。

### ビックスバーグ方面作戦
1862年12月に開始されたビックスバーグ方面作戦が、第17軍団の初の実戦となった。第17軍団は1863年5月12日のレイモンドの戦いに勝利し、5月14日にはウィリアム・シャーマンの第15軍団と共にミシシッピ州ジャクソンを占領した。5月16日にはチャンピオンヒルの戦いの矢面に立った。この作戦中、第17軍団は北軍の中央翼を務めた。

### チャタヌーガとメリディアン方面作戦
第17軍団所属部隊の多くはミシシッピに残ったが、テネシー軍の司令官となったシャーマンは、フランシス・プレストン・ブレア・ジュニア少将の第15軍団と、ジョン・スミス（John E. Smith）准将の第2師団を率いて、チャタヌーガ支援に向かった。ミッショナリー・リッジの戦いでは、第2師団の2個旅団（グリーン・ラウム(Green Berry Raum）准将およびがチャールズ・マティス（Charles L. Matthies）准将）が大きな役割を果たした。
1863年から1864年にかけての冬、メリディアン方面作戦を開始するために、シャーマンはビックスバーグに戻った。この作戦ではマクファーソンが第17軍団を率いたが、第3師団、第4師団および第1師団第3旅団のみが参加した（第2師団は依然としてチャタヌーガにあった）。

### アトランタ方面作戦
1864年3月、マクファーソンはテネシー軍司令官に昇進した。その後暫くの間第17軍団長は空席であったが、5月にブレア少将が任命された。ミシシッピ方面軍司令官となったシャーマンはアトランタ方面作戦のために、7個軍団をジョージア州に送った。第17軍団もテネシー軍の一員として加わったが、第3師団および第4師団のみが参加した。この2個師団は初期の戦闘には参戦しなかったが、ケネソー山の戦いとアトランタの戦いでは激しく戦った。モーティマー・リゲット（Mortimer Dormer Leggett）の第3師団は特にボールド・ヒルで激しい戦闘を行い、その名誉を記念してボールド・ヒルはリゲット・ヒルと名前が代えられた。アトランタ陥落後ブレアは軍団を離れたため、トーマス・ランソム（Thomas E. G. Ransom）が軍団長を務めた。10月29日に南軍ジョン・ベル・フッドの攻撃でランソムが戦死すると、ブレアが戻って軍団を率いた。

### 海への進軍とカロライナ方面作戦
ブレアはシャーマンの海への進軍でも第17軍団を率い、ジョージア州サバンナの占領に加わった。リバーズ・ブリッジの戦い（Battle of Rivers' Bridge）では第17軍団はほぼ単独で戦い、シャーマンの渡河を妨害しようとした南軍の攻撃を、ブレアの2個旅団が撃退した。また、ベントンビルの戦いにも姿を見せたが、実際の戦闘には加わらなかった。

### レッド川師団
第17軍団に所属していた1師団は、レッド川師団あるいは特設師団と呼ばれ、アンドリュー・スミス（Andrew Jackson Smith）の第16軍団に加わった。師団長はトーマス・スミス（Thomas Kilby Smith）で、レッド川方面作戦の多くの戦闘に参加した。レッド川師団はナッシュビルに移動し、再びアンドリュー・スミスの「テネシー軍分遣隊」の第3師団となった。師団長はジョナサン・ムーア（Jonathan Baker Moore）大佐で、ナッシュビルの戦いでは小さな戦闘を行った。

## 歴代軍団長
| ジェイムズ・マクファーソン               | 1862年12月22日 – 1864年3月12日 |
| 軍団長空席                               | 1864年3月12日 – 1864年5月4日   |
| フランシス・プレストン・ブレア・ジュニア | 1864年5月4日 – 1864年9月22日   |

## 参考資料
- XVII Corps history